# Meterana pansicolor
Meterana pansicolor är en fjärilsart som beskrevs av Gordon J. Howes 1912. Meterana pansicolor ingår i släktet Meterana och familjen nattflyn. Inga underarter finns listade i Catalogue of Life.